# Paweł Rübensahm

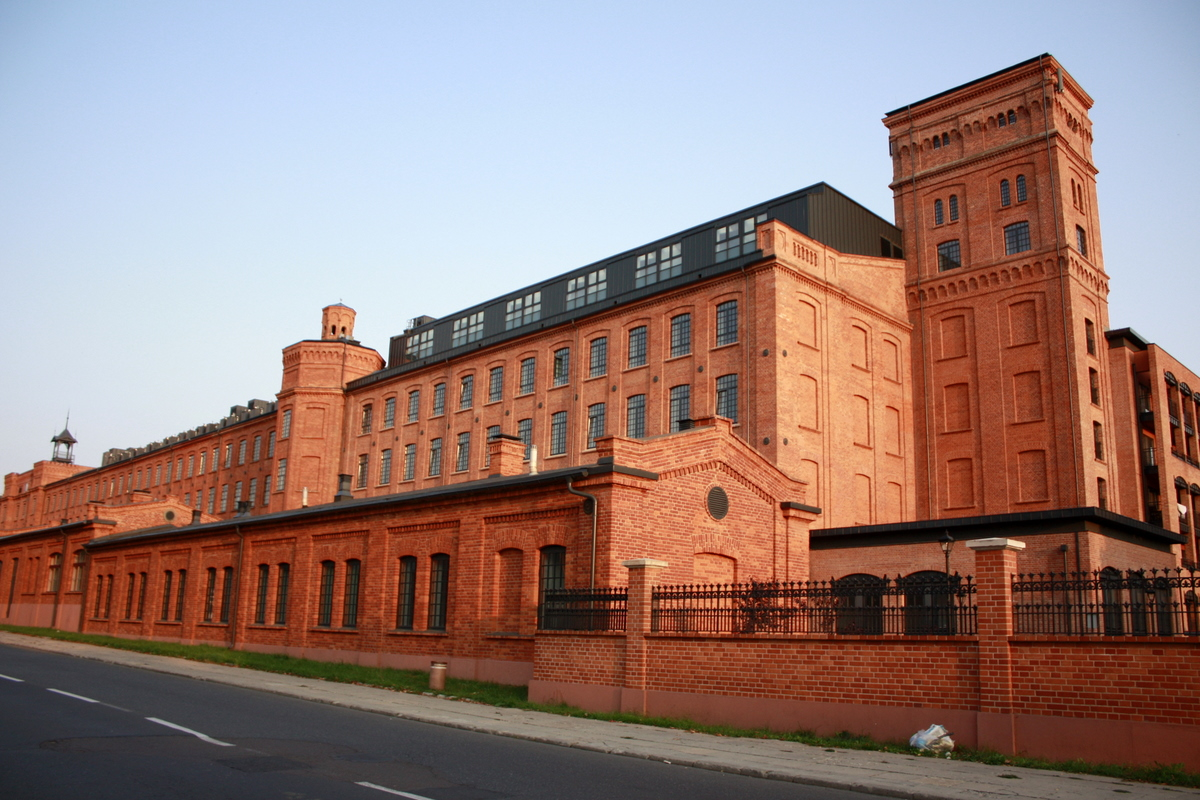
Przędzalnia w zespole zabudowy fabryczno-mieszkalnej fabryki Scheiblera

Paweł Rübensahm (Paul) Rubensahm, Ribensam, Ribenzam (ur. 1861 w Rydze, zm. w 1947 w Zell-Oberfranken, Niemcy) −  inżynier architekt, zatrudniony od 1894 r. jako kierownik działu budowlanego w Towarzystwie Akcyjnym Wyrobów Bawełnianych Karola Wilhelma Scheiblera.

## Biogram
Absolwent Politechniki w Rydze z 1885 r. Początkowo pracował przy budowie kolei żelaznych.
Do Łodzi przyjechał prawdopodobnie zaproszony w celu zrealizowania największej inwestycji budowlanej zakładów Karola Wilhelma Scheiblera na przełomie XIX i XX w. – ukończonej w 1899 r. „Nowej tkalni” z 1670 warsztatami przy ul. Widzewskiej, (obecnie Ulica Jana Kilińskiego w Łodzi) 187. Był to dużych rozmiarów gmach o konstrukcji shedowej, pod fundamentami którego przepływała rzeka Jasień (dopływ Neru). Budowla współcześnie doprowadzona do ruiny. Obiekt znany jest z tego, że tam po raz pierwszy papież Jan Paweł II spotkał się z robotnicami w hali fabrycznej.
Był projektantem i wykonawcą większości obiektów zlecanych wówczas przez rodzinę Scheiblerów dla zakładów: licznych budynków, zarówno przemysłowych, jak i mieszkalnych, np.: 
- oranżeria przy pałacu przy ul. Piotrkowskiej 268, 1896,
- rozbudowa przędzalni przy ul. św. Emilii, (obecnie Ulica ks. bpa Wincentego Tymienieckiego w Łodzi), 1897,
- także domów dla robotników przy ul. św. Emilii czyli rozbudowa Księżego Młyna,

Projektował też obiekty fundowane w tym czasie przez Matyldę i Edwarda Herbstów: 
- Jego autorstwa są plany wszystkich pawilonów szpitala Anny Marii – bardzo interesujący zestaw niskich budynków w układzie pawilonowym, o ceglanych nietynkowanych elewacjach z zastosowaniem motywów neogotyckich, postawiony przez firmę „Nestler i Ferrenbach” w latach 1904–1906 przy Szosie Rokicińskiej (dziś Aleja marsz. Józefa Piłsudskiego w Łodzi. Był to wówczas najnowocześniejszy na ziemiach polskich szpital pediatryczny. Obecnie szpital nosi imię dr. Janusza Korczaka).
- W 1902 r. wykonał (przy współudziale H. Ferrenbacha) projekt neoromańskiego (jednonawowa budowla o formie neoromańskiej z jedną wieżą w fasadzie) kościoła katolickiego pw. św. Anny na Zarzewie, wybudowanego z funduszy M. i E. Herbstów w latach 1904–1905.
- Projektował i budował socjalne budynki na Księżym Młynie: apteka, przychodnia i szkoła – powstałe z fundacji Anny Scheibler (żony Karola Wilhelma Scheiblera I).

Projektował także dla innych przemysłowców: 
- zespół budynków przemysłowych zakładów J. Johna przy ul. Piotrkowskiej 217/221, projekt i wykonanie w latach 1898–1902,
- zespół budynków przemysłowych i mieszkalnych zakładów E. Ramischa przy ul. Piotrkowskiej 138, projekt z 1899,
- magazyn dla firmy F. Seeligera przy ul. Piotrkowskiej 184, projektowany w 1903 r. – obiekt wybudowany, obecnie nieistniejący.

Wykonał też w 1905 r. szkicowy, niezrealizowany projekt kościoła ewangelicko-augsburskiego pw. św. Mateusza w Łodzi.
W 1908 r., w okresie panującego w Łodzi zastoju budowlanego, powrócił do rodzinnej Rygi, i tam projektował głównie budynki mieszkalne. W czasie II wojny światowej wyjechał do Niemiec, gdzie spędził ostatni okres życia i zmarł.